# Козлувка (Люблинское воеводство)
Козлувка (пол. Kozłówka) — село в гмине (волости) Камёнка Любартувского повета, Люблинского воеводства Польши.

## География
Находится в 4 км на юго-восток от центра гмины Камёнки, в 9 км на запад от Любартувa и на расстоянии 23 км от Люблина в северной части воеводства в восточной Польше. Географически относится в Малой Мазурии.
Население 820 человек (на 2004 год).

## Достопримечательность
Главной достопримечательностью Козлувки является расположенный в 0,5 км от села ансамбль дворцово-парковой барокковой архитектуры — дворец Замойских (1736—1742). В восточной части находится Козлувецкий ландшафтный парк.
Одна из частей музея посвящена художественным произведениям и скульптурам соцреализма, свезенным сюда из разных уголков Польши.
В Козлувке снимался польский кинофильм «Шопен. Жажда любви» (2002 год).